# Jarkko Laiho
Jarkko Laiho est un joueur professionnel finlandais de hockey sur glace, né le 30 janvier 1964 à Pudasjärvi.

## Clubs successifs
- Jäähonka Espoo : 1981-1982
- HIFK : 1985-1992
- Karhu-Kissat Helsinki : 1992
- Rouen HE : 1992
- Jokipojat Joensuu : 1992-1994
- Ours de Villard-de-Lans 1994-1995
- IC Épinal : 1995-1996
- PiTa Helsinki : 1996-1998